# یومه اوکورودا
یومه اوکورودا (انگلیسی: Yume Okuroda؛ زادهٔ ۶ ژوئیهٔ ۱۹۹۴) بازیکن راگبی ۷ نفره اهل ژاپن است.
وی در مسابقات کشوری و بین‌المللی در مجموع برندهٔ ۱ مدال طلا شده‌است.